# Лютаровка
Лютаровка (укр. Лютарівка) — село в Теофипольском районе Хмельницкой области Украины.
Население по переписи 2001 года составляло 421 человек. Почтовый индекс — 30646. Телефонный код — 3844. Занимает площадь 1,413 км². Код КОАТУУ — 6824785502.

## Местный совет
30646, Хмельницкая обл., Теофипольский р-н, с. Ордынцы, ул. Верхние Усадьбы